# Відзнака вояка УПА
 Відзнака вояка УПА — нагорода вояків та ветеранів бойових частин Української повстанської армії .

## Історія
Була виготовлена за проектом  Ніла Хасевича. Митець виготовив чотири проекти відзнаки в 1949 році. УГВР  затвердила перший проект і передала його кур'єром на Захід влітку 1950 року. І як стверджує відомий дослідник повстанського руху Содоль Петро: 
|  | мабуть, у січні 1951 в Західній Німеччині вибили неустійнену кількість (чи не в сотнях) відзнак із металу, частину яких доставив кур'єр в Україну ще в травні того року . |

## Опис нагороди
Розміри відзнаки, виготовленої з бронзи — 40 мм x 22 мм. В основу нагороди покладено ромб на якому вибиті написи — «ЗА УКРАЇНУ», «ЗА ВОЛЮ», «ЗА НАРОД». У центральній частині відзнаки зображено меч вістрями у верх.
Є відзнаки першого — оригінального випуску, а також перевидані в США в 1967 році на честь 25-річчя УПА .